# Jenő von Zsigmondy
Jenő von Zsigmondy (ur. 4 lipca 1889 w Budapeszcie, zm. 30 lipca 1930 w Paryżu) – tenisista reprezentujący Węgry. Dwukrotny olimpijczyk – startował na igrzyskach w Londynie (1908) i Sztokholmie (1912), gdzie startował w turniejach singlowych i deblowych.

## Występy na letnich igrzyskach olimpijskich

### Turnieje singlowe
| Igrzyska | Konkurencja                     | 1/64 finału | 1/32 finału           | 1/16 finału     | Ćwierćfinał     | Półfinał        | Finał/Mecz o trzecie miejsce | Klasyfikacja końcowa |
| Igrzyska | Konkurencja                     | Rywal       | Rywal                 | Rywal           | Rywal           | Rywal           | Rywal                        | Klasyfikacja końcowa |
| -------- | ------------------------------- | ----------- | --------------------- | --------------- | --------------- | --------------- | ---------------------------- | -------------------- |
| LIO 1908 | Turniej singlowy (kort otwarty) | Walkower    | Bohuslav Hykš P 1:3   | → Nie awansował | → Nie awansował | → Nie awansował | → Nie awansował              | Miejsca 17-32        |
| LIO 1912 | Turniej singlowy (kort otwarty) | Walkower    | Otto von Müller P 0:3 | → Nie awansował | → Nie awansował | → Nie awansował | → Nie awansował              | Miejsca 17-32        |

### Turnieje deblowe
| Igrzyska | Konkurencja                    | Partner           | 1/32 finału               | 1/16 finału                  | Ćwierćfinał      | Półfinał         | Finał/Mecz o trzecie miejsce | Klasyfikacja końcowa |
| Igrzyska | Konkurencja                    | Partner           | Rywal                     | Rywal                        | Rywal            | Rywal            | Rywal                        | Klasyfikacja końcowa |
| -------- | ------------------------------ | ----------------- | ------------------------- | ---------------------------- | ---------------- | ---------------- | ---------------------------- | -------------------- |
| LIO 1908 | Turniej deblowy (kort otwarty) | Ede Tóth          |                           | J. Ritchie J. C. Parke P 0:3 | → Nie awansowali | → Nie awansowali | → Nie awansowali             | Miejsca 9-16         |
| LIO 1912 | Turniej deblowy (kort otwarty) | Béla von Kehrling | K. Robětín J. Zeman W 3:1 | H. Kitson Ch. Winslow P 1:3  | → Nie awansowali | → Nie awansowali | → Nie awansowali             | Miejsca 9-16         |